# 11. Infanterie-Division
11. Infanterie-Division var ett tyskt infanteriförband under andra världskriget.

## Befälhavare
- Generalleutnant Max Bock (1 sep 1939 - 23 okt 1939)
- Generalleutnant Herbert von Böckmann (23 okt 1939 - 26 jan 1942)
- Generalleutnant Siegfried Thomaschki (26 jan 1942 - 7 sep 1943)
- Generalleutnant Karl Burdach (7 sep 1943 - 1 april 1944)
- Generalleutnant Hellmuth Reymann (1 april 1944 - 18 nov 1944)
- Generalmajor Gerhard Feyerabend (18 nov 1944 - 8 maj 1945)

## Organisation
- 2. infanteriregementet
- 23. infanteriregementet
- 44. infanteriregementet
- 11. artilleriregementet
- 47. infanteriregementet, en bataljon
- 11. pansarjägarbataljonen
- 11. spaningsbataljonen
- 11. fältreservbataljonen
- 11. signalbataljonen
- 11. pionjärbataljonen
- träng- och tygförband